# Cambodgia
Cambodgia is een geslacht van Ribkwallen uit de klasse van de Tentaculata.

## Soort
- Cambodgia elegantissima Dawydoff, 1946